# Ernst Glaeser

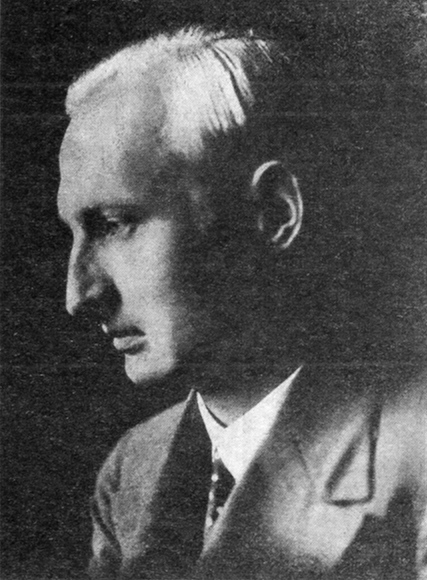
Ernst Glaeser

Ernst Glaeser (Butzbach, 29 de julho de 1902 — Mogúncia, 8 de fevereiro de 1963) foi um escritor alemão. Usou os pseudônimos de Anton Ditschler, Erich Meschede, Alexander Ruppel, Ernst Töpfer.
Obras traduzidas
- Classe 1902
- O último civil